# Alte Trinitatiskirche (Leipzig)

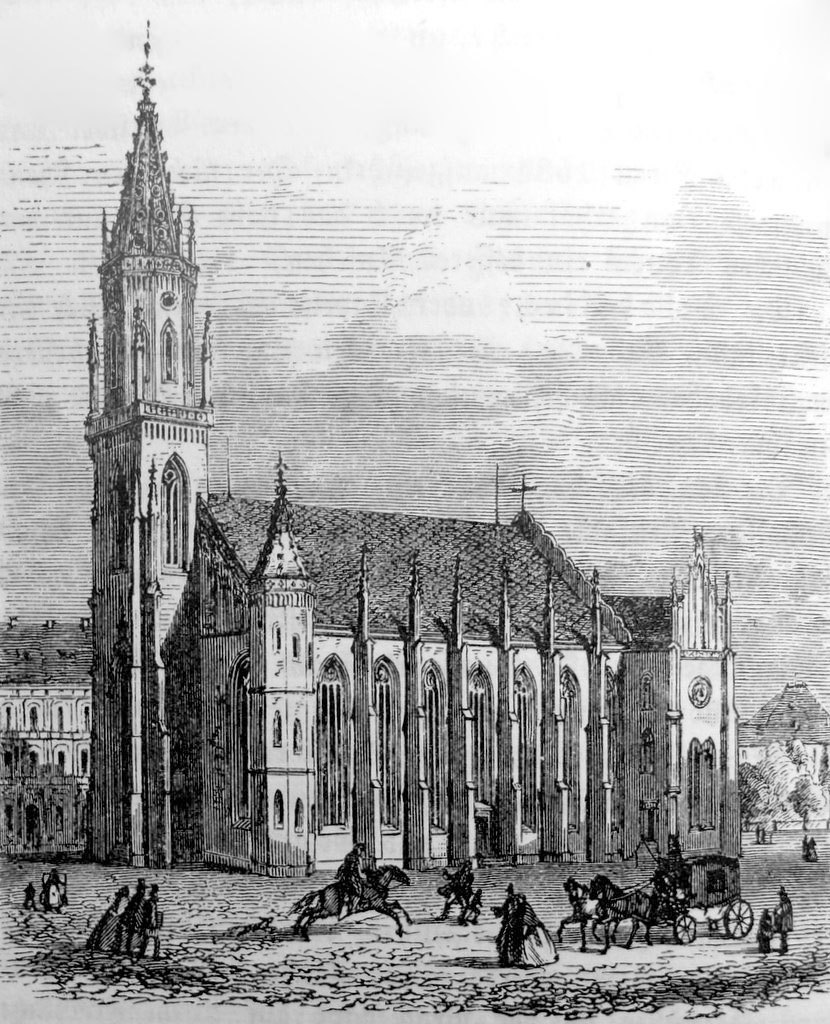
Südansicht um 1860

Die Alte Trinitatiskirche (Römisch-Katholische Propsteikirche zur Heiligen Dreifaltigkeit) war der erste katholische Kirchenneubau in Leipzig seit der Reformation. Sie stand rund 70 Meter westlich des heutigen Neuen Rathauses, wurde 1847 geweiht, 1923 von Bischof Schreiber zur Propsteikirche erhoben, 1943/44 durch Bombenangriffe schwer beschädigt und 1954 gesprengt. Erst 1982 wurde diese Propsteikirche durch einen Neubau an anderer Stelle ersetzt (s. Propsteikirche St. Trinitatis (1982)). 2015 wurde die Propsteikirche St. Trinitatis neu erbaut.
Weitere Trinitatiskirchen in Leipzig sind die Notkirchen der Evangelisch-Lutherischen Landeskirche im Stadtteil Anger-Crottendorf und der Selbständigen Evangelisch-Lutherischen Kirche (SELK) im Stadtteil Eutritzsch. Beide wurden 1950 geweiht.

## Lage
Die Trinitatiskirche befand sich auf dem Grundstück Rudolphstraße 1/2, das am Leipziger Promenadenring westlich der ehemaligen Pleißenburg beziehungsweise des seit 1905 dort stehenden Neuen Rathauses liegt. Der Kirchenbau erstreckte sich von Ost nach West, wobei der Turm an der dem Promenadenring abgewandten Seite stand.
Zuvor befand sich auf dem Grundstück das Haus des Leipziger Arztes Wendler, der den Dichter und Freiheitskämpfer Theodor Körner nach seiner schweren Verwundung am 17. Juni 1813 versorgt hatte. An diese historische Gegebenheit erinnerte ein Gedenkstein, der vor der Kirche aufgestellt war.
Seit der Einebnung 1958 ist das Kirchengrundstück in der Rudolphstraße unbebaut. Heute befindet sich darauf eine Grünfläche mit Spielplatz. Diese ist Teil des Schulhofes der westlich angrenzenden Anna-Magdalena-Bach-Schule in der Manetstraße 8, die 1986 in Plattenbauweise errichtet wurde.

Bausituation auf einem Stadtplan von 1847
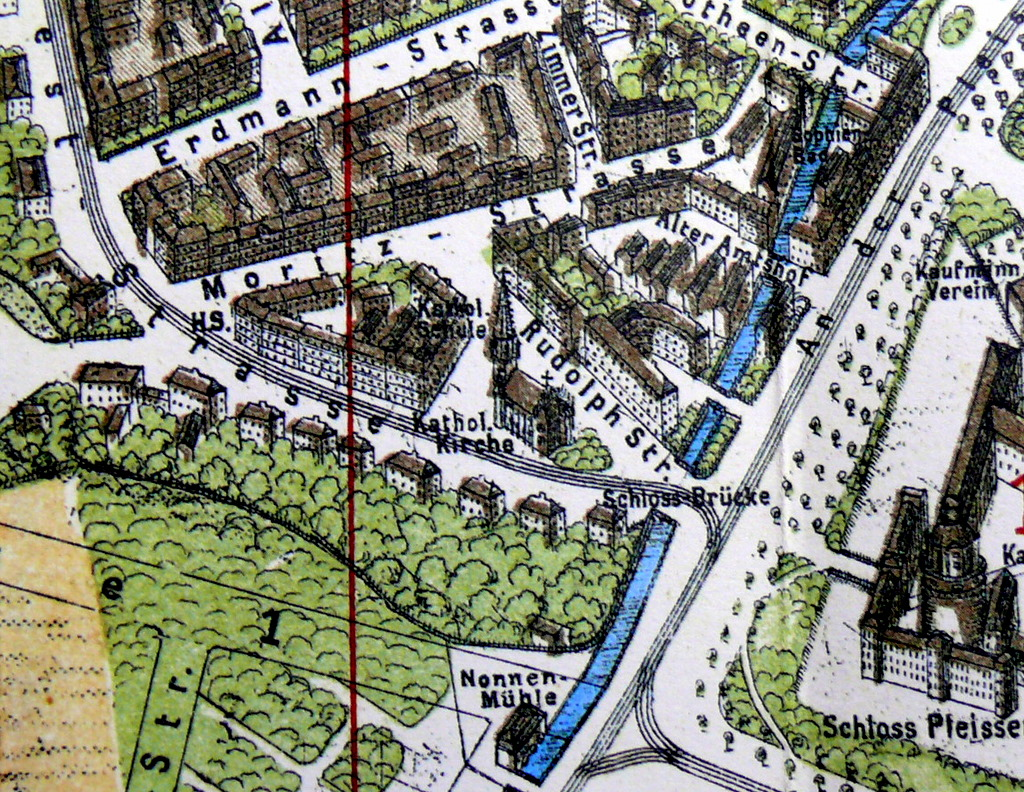
Bausituation auf einem Stadtplan von 1884
Bausituation auf einem Stadtplan von 1905

## Geschichte

### Raumsituation der katholischen Kirchgemeinde in Leipzig bis 1847
Nach der Reformation besaß die katholische Kirchengemeinde Leipzigs zunächst kein eigenes Gotteshaus. Seit Juni 1710 konnte sie ihre Gottesdienste in einem dreischiffigen Raum der Pleißenburg, dem sog. Reitsaal, abhalten. In diesem Raum traten im Juli 1841 erhebliche Gewölbeschäden auf, die eine Weiternutzung unmöglich machten. Der katholischen Gemeinde wurde daraufhin gestattet, ihre Gottesdienste in der unweit gelegenen Matthäikirche zu feiern.

### Planung und Kirchenbau

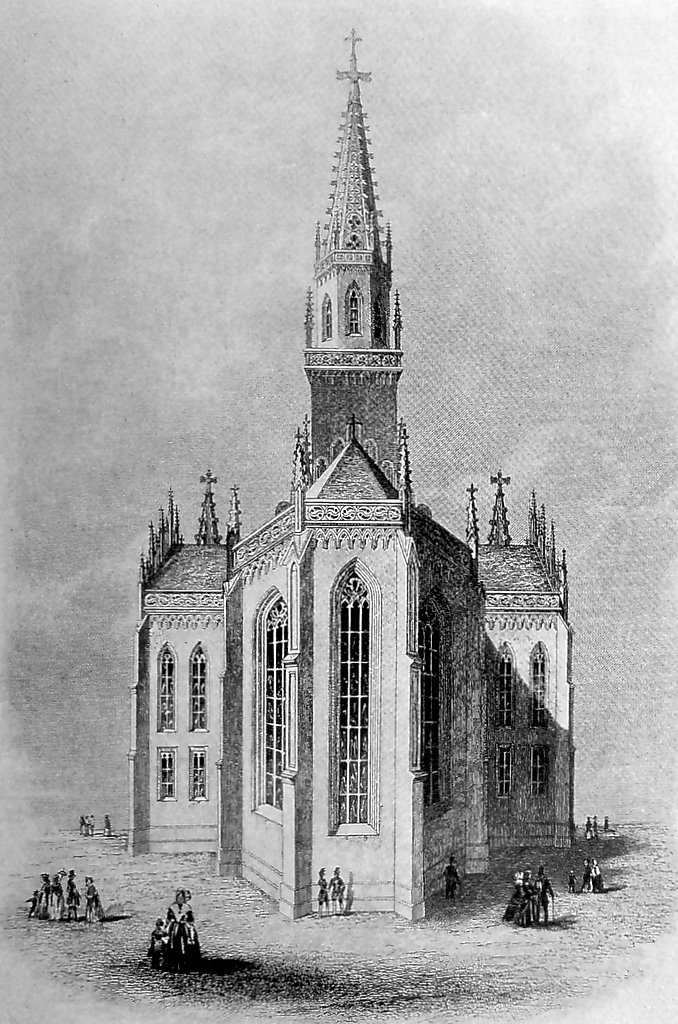
Ostansicht von 1847

Die Überlegungen für den Bau einer eigenen Kirche für die katholische Kirchgemeinde in Leipzig gehen bis in das Jahr 1824 zurück, als der katholische sächsische König Friedrich August I. untersuchen ließ, welche Möglichkeiten für den Bau einer katholischen Kirche bestanden. Doch erst nachdem die gottesdienstliche Nutzung der Pleißenburg unmöglich geworden war, nahmen diese Überlegungen konkrete Gestalt an. Die katholische Kirchgemeinde Leipzigs war zu dieser Zeit durch den Zuzug von Arbeitern vor allem aus Süd- und Ostdeutschland stark angewachsen, so dass die Errichtung eines eigenen Gotteshauses sinnvoll erschien. Auf Betreiben des Bischofs Franz Laurenz Mauermann wurde ein Baufonds gegründet. Vertreter der Kirchgemeinde richteten am 4. Juni 1845 einen Spendenaufruf an die Leipziger Bevölkerung. Große finanzielle Unterstützung erhielt das Neubauprojekt von dem Leipziger Kaufmann Franz Dominic Grassi. Das für den Kirchenbau erforderliche Grundstück im neu entstehenden Westviertel wurde der Gemeinde von dem Industriellen Karl Heine zu günstigen Konditionen verkauft. Im Kaufvertrag wurde vereinbart, dass „auf der Parzelle … kein anderes Gebäude, sondern nur eine Kirche errichtet werden soll, wogegen … sich verpflichtet, dass diese Parzelle rings von freien öffentlichem Platze und respektive Straßenraum umgeben bliebe, doch namentlich vor dem Eingang der Promenade zu irgendetwas nicht vorgebaut, sondern die Ansicht der Vorderfront von der Brücke her völlig frei erhalten werde.“
Mit der Projektierung des Kirchenneubaus wurde der Nürnberger Architekt Carl Alexander Heideloff betraut. Am 2. Juli 1845 wurde mit dem Bau unter der Leitung von Johann Klug, einem Schüler Heideloffs, begonnen. Später übernahm der Heideloff-Schüler Michael Geiger die Bauleitung. Die Mauerarbeiten wurden von den Leipziger Maurermeistern Purfürst und Siegel, die Sandsteinarbeiten von den Dresdner Steinmetzen Hiller und Einsiedel übernommen. Die Einweihung der Kirche wurde am 19. September 1847 gefeiert. Sie war das erste katholische Gotteshaus, das in Leipzig nach der Reformation geweiht wurde. Zugleich handelte es sich um das erste neogotische Kirchengebäude der Stadt.

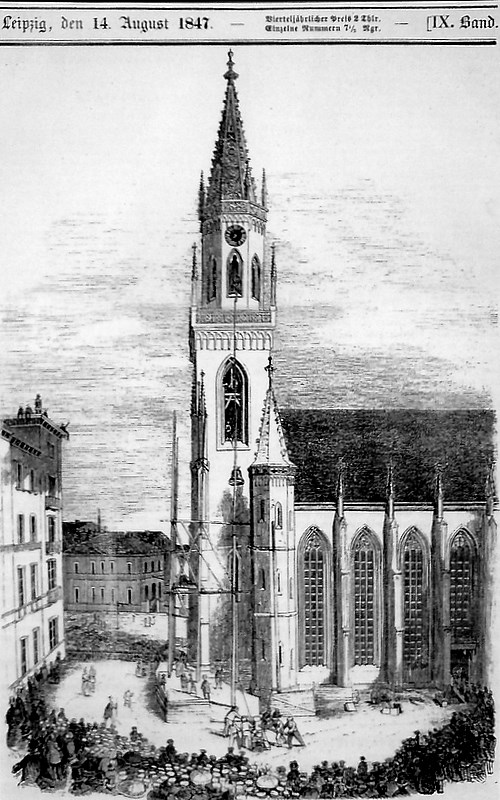
Glockenaufziehung 1847
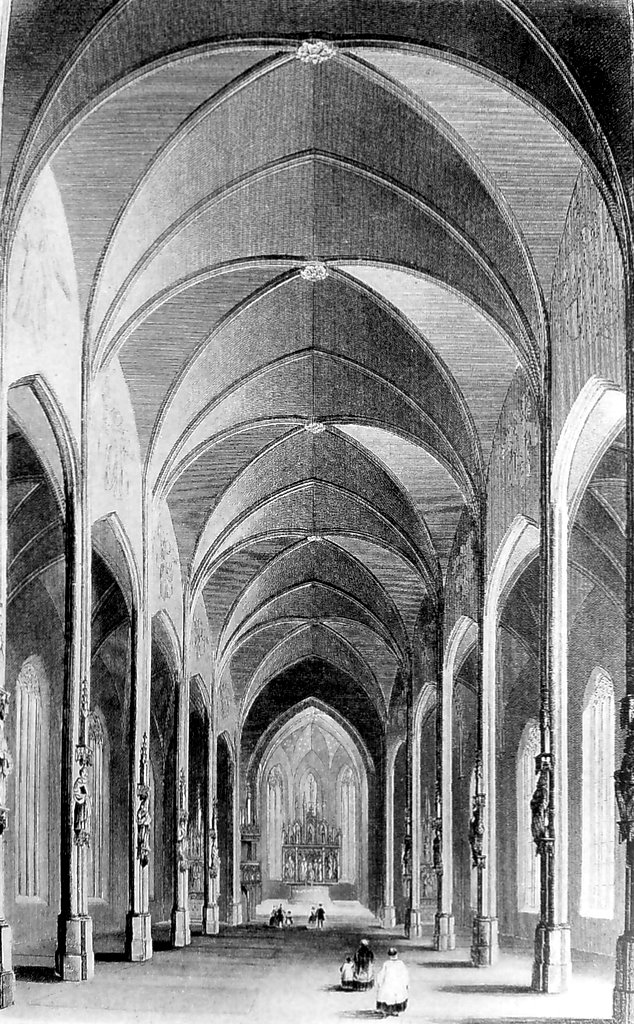
Innenraum um 1847
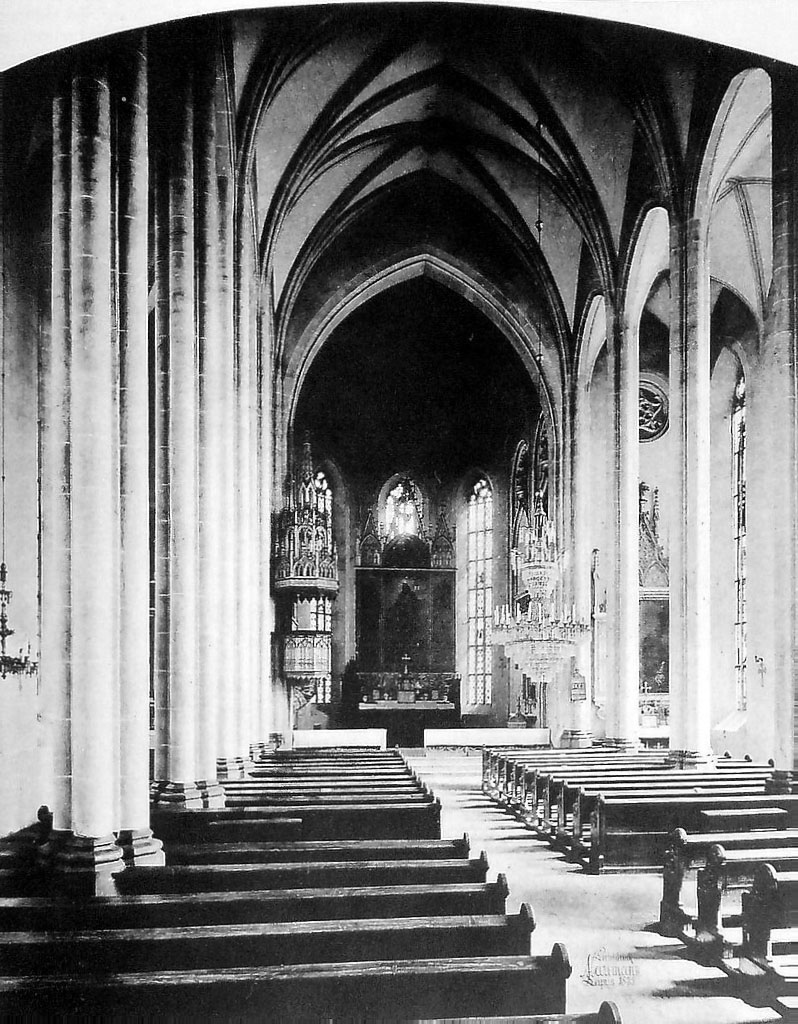
Innenraum im Jahre 1875

### Veränderungen und Zerstörung im Zweiten Weltkrieg

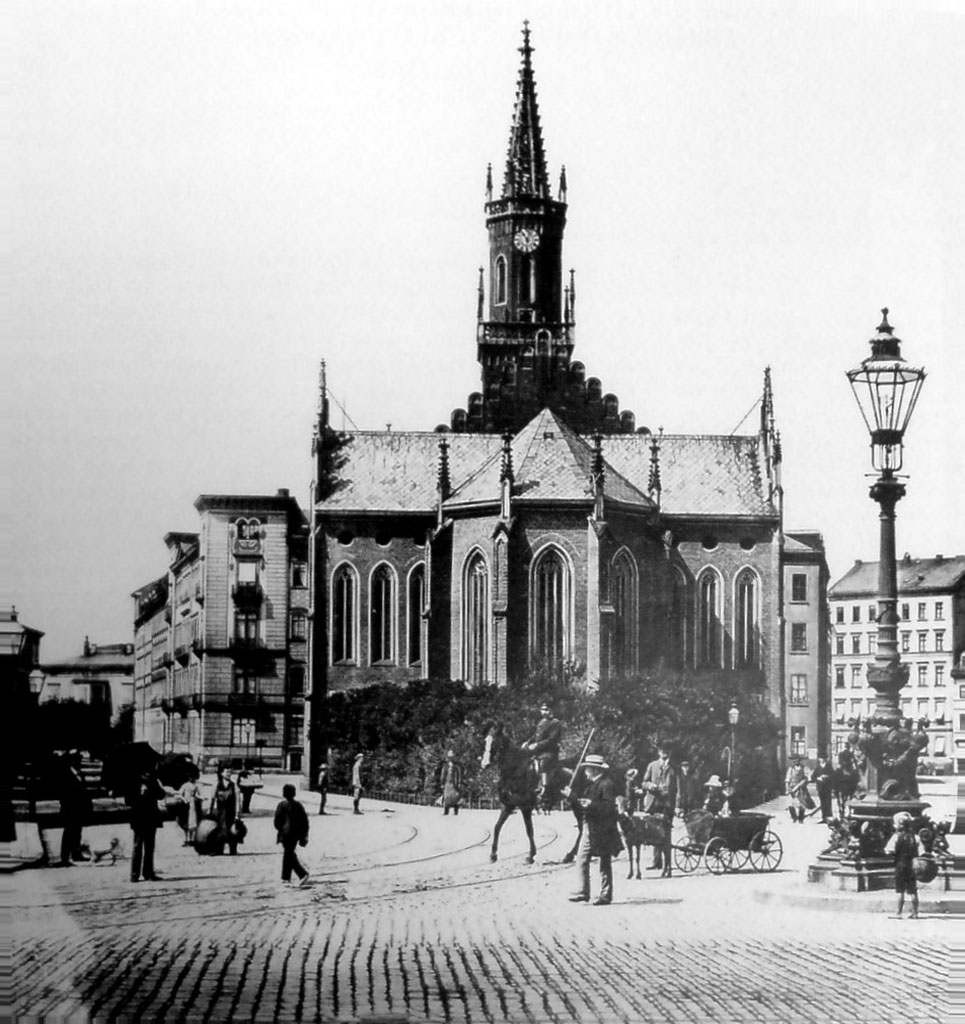
Ostansicht um 1890

Der Kirchenbau wurde in den Jahren 1888 und 1929 verändert. 1888 wurden an den beiden Seiteneingängen Anbauten nach Plänen von Hugo Altendorff errichtet. 1929 wurde die Kirche um drei Anbauten erweitert, die der Leipziger Architekt Clemens Lohmer entworfen hatte.
Beim verheerenden Luftangriff auf Leipzig in den frühen Morgenstunden des 4. Dezember 1943 wurde die Trinitatiskirche (wie auch die Johanniskirche und Matthäikirche) durch Brand- und Sprengbomben schwer beschädigt. Von dem bis dahin von Kriegsschäden verschont gebliebenen Gebäude blieben nur die Außenmauern und der Kirchturm stehen. Ersatzweise begann man Ende 1943, das Kolpinghaus für Versammlungen herzurichten. Bei einem weiteren Luftangriff am 20. Februar 1944 wurde auch der Altarraum (Presbyterium) völlig zerstört und das Josephshaus beschädigt. Am 27. Februar 1945 vernichtete noch ein Angriff sowohl das Josephshaus, als auch das Kolpinghaus und das Pfarrhaus.

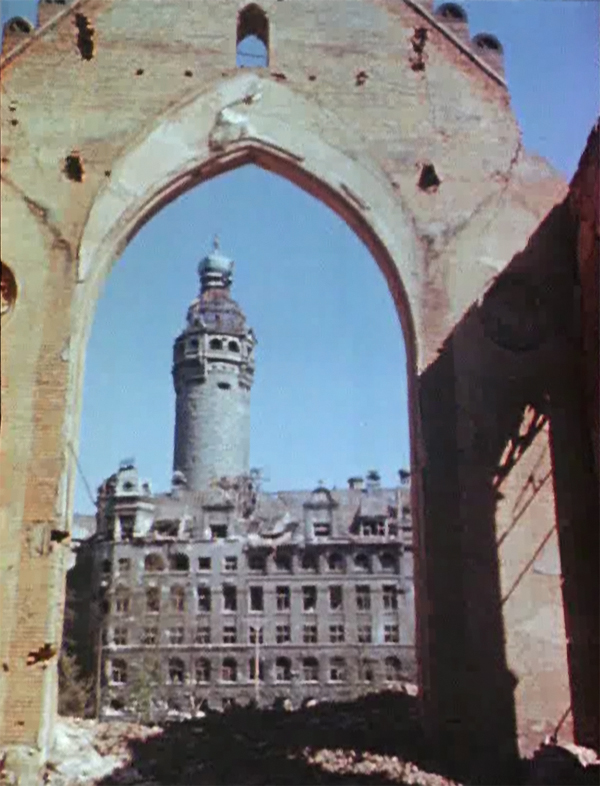
Blick aus der Ruine auf das Neue Rathaus (April 1945)
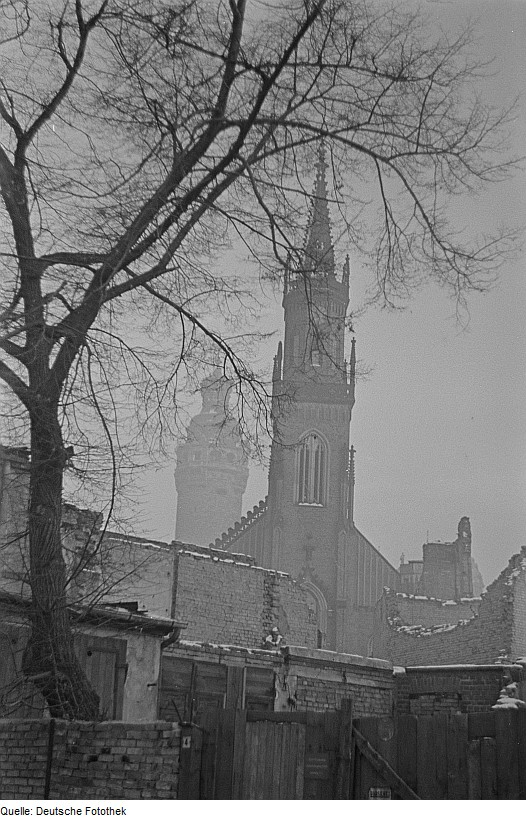
Der Kirchturm und dahinter der Turm des Rathauses (1950)

### Querelen um Kirchenneubau und Sprengung

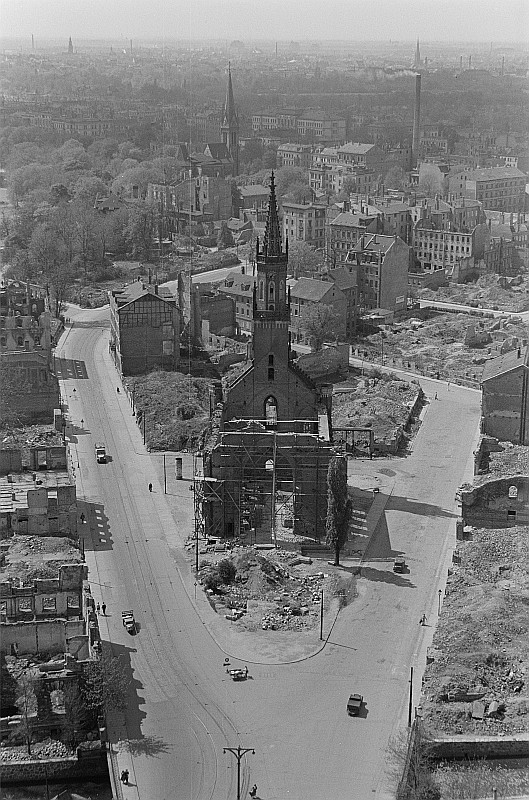
Blick vom Turm des Neuen Rathauses auf die Ruine der Trinitatiskirche. Links dahinter steht die Lutherkirche.

Die Trinitatisgemeinde kam behelfsweise zuerst in der Thomaskirche, danach in der Paulinerkirche unter und zelebrierte in letzterer am 5. Mai 1946 ihre erste Messe. Nach Kriegsende war die katholische Kirchgemeinde aufgrund der Vertreibungen aus den deutschen Ostgebieten angewachsen. Da die zerstörte Kirche nur 600 Plätze hatte, kam ein Wiederaufbau nicht in Betracht. Stattdessen wurde ein größerer Neubau am alten Standort geplant. 1950 begannen Enttrümmerungsarbeiten am Kirchengrundstück, wobei die Steine der alten Kirche als Baumaterial für den Neubau aufbereitet wurden. Weiterhin sicherte man die Ruine gegen Einsturz. Die dem Rat der Stadt vorgelegten Baupläne wurden von diesem zunächst mit Wohlwollen begutachtet. Alsbald wurden jedoch von Seiten der Stadt Änderungswünsche angemeldet. Wegen der zum damaligen Zeitpunkt in Planung befindlichen geschlossenen Ringbebauung wurde die Kirche mit ihrem Turm als störende städtebauliche Dominante angesehen.
Nach zahlreichen Planmodifikationen wurde die Standortgenehmigung am 31. Oktober 1954 erteilt. Daraufhin wurden die Ruine der Trinitatiskirche im November/Dezember 1954 gesprengt sowie eine Baugrube ausgehoben. Zu Beginn des Jahres 1955 wurde die bereits erteilte Genehmigung jedoch wieder zurückgenommen, so dass die für den Dreifaltigkeitssonntag 1955 geplante Grundsteinlegung für die neue Kirche nicht stattfinden konnte. Die Gemeinde richtete daraufhin am 17. Februar 1955 eine Eingabe an den in Leipzig geborenen Walter Ulbricht und erhielt eine Woche später dessen Zusage für ein Ersatzgrundstück. Im April 1955 erteilte das Ministerium für Aufbau eine Baugenehmigung, jedoch für den Grund, auf dem die gesprengte Kirche stand. Die Stadt Leipzig widerrief diese Genehmigung Anfang 1957; in der Folgezeit verwahrloste das Kirchengrundstück zusehends.
Nachdem das gesamte Neubauprojekt im Juli 1958 endgültig abschlägig beschieden worden war und sich kritische Stimmen aus der Bevölkerung über den Zustand des Baugeländes mehrten, wurde das Baumaterial von der Stadt Leipzig beschlagnahmt, die Fläche eingeebnet und bis zum Herbst 1958 begrünt. In den folgenden etwa zehn Jahren gab es drei weitere, letztlich wieder zurückgezogene Angebote der Stadt über Ersatzgrundstücke für einen Kirchenneubau. Weiterhin wurde der Trinitatisgemeinde 1960 unterbreitet, am damaligen Karl-Marx-Platz bauen zu dürfen, wenn die von ihr ersatzweise genutzte Paulinerkirche abgerissen würde. Nach der Vertreibung der Trinitatisgemeinde aus der 1968 gesprengten Paulinerkirche wurde die Lutherkirche zu ihrem nächsten, vorläufigem Domizil. Schließlich dauerte es noch bis 1982, bis sie am Rosental die neue Propsteikirche eröffnen konnte.

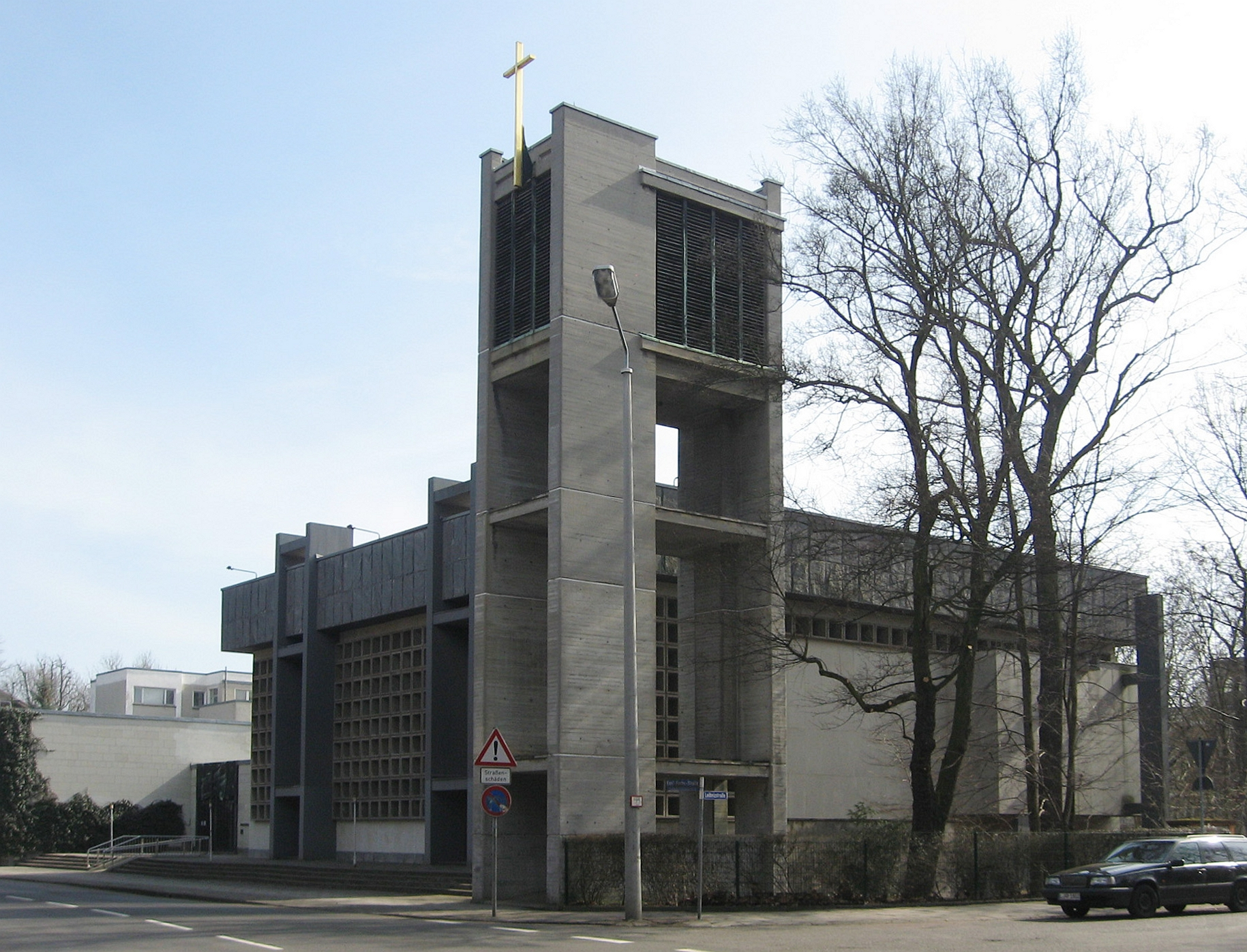
Nachfolgebau von 1982
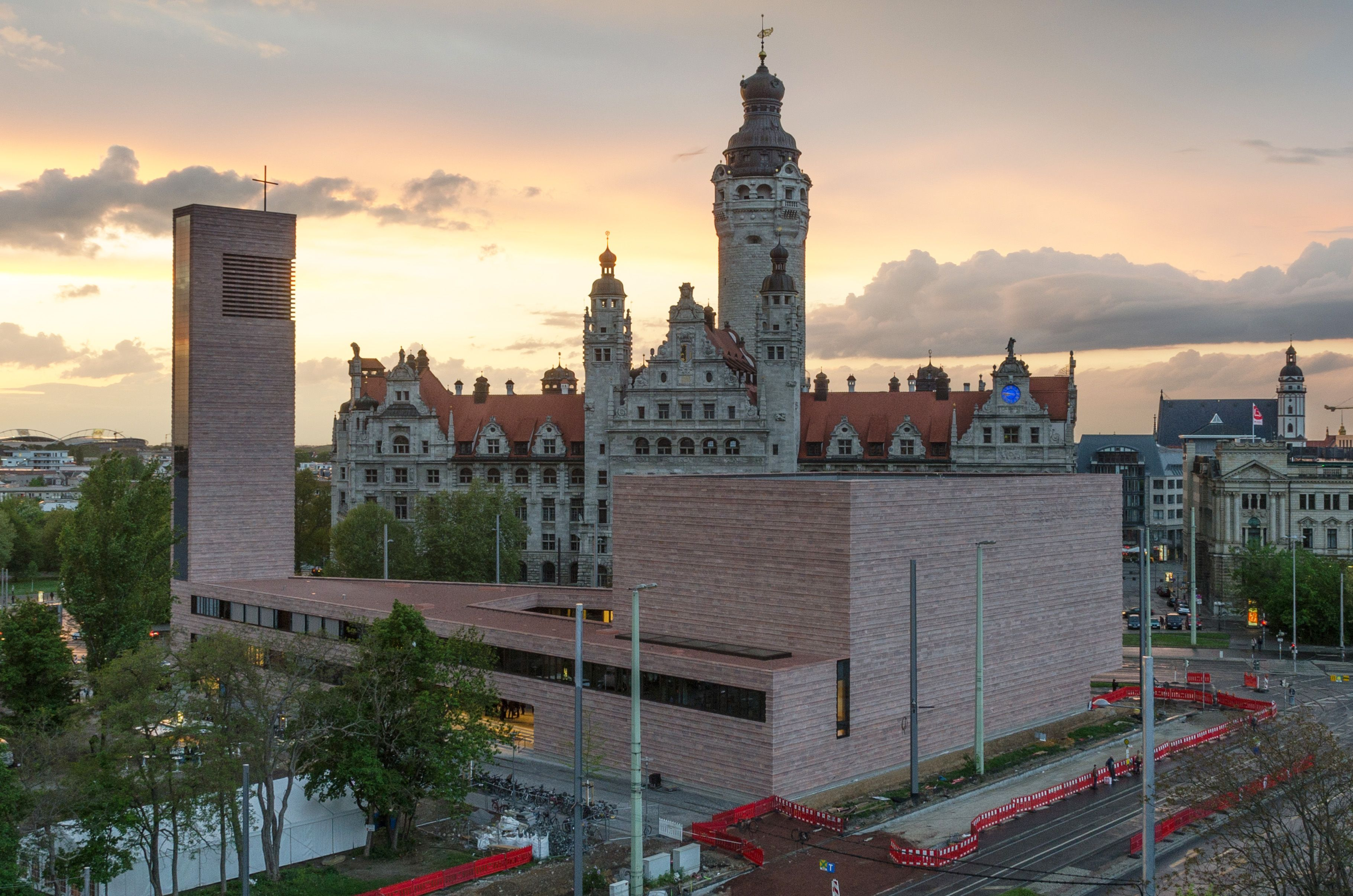
Nachnachfolgebau von 2015

## Gebäude

### Äußere Gestaltung
Die Trinitatiskirche war etwa 50 Meter lang und etwa 25 Meter breit. Die Höhe des Mittelschiffs betrug etwa 20 Meter, die Höhe des Kirchturms etwa 54 Meter. Die Außenflächen des neogotischen Baus waren mit Ziegeln verkleidet. Alle Schmuckformen wurden aus Sandstein hergestellt. Der an der Westseite der Kirche befindliche Turm besaß ein achteckiges Obergeschoss mit einem durchbrochenen Spitzhelm. Er setzte bis zur Zerstörung der Kirche einen bedeutenden architektonischen Akzent in der Leipziger Westvorstadt. Das Mittelschiff war als dreischiffige Stufenhalle gestaltet worden. Diese öffnete sich nach einem im halben Achteck geschlossenen Chor. Dem Chor waren zwei Kreuzflügel angefügt, die Sakristeien, Treppen und Betstuben aufnahmen.
In einem Reiseführer über die Stadt Leipzig aus dem Jahre 1860 heißt es über den zu diesem Zeitpunkt nur 13 Jahre alten Kirchenbau: „Ist die Kirche auch nicht großartig, so gereicht sie doch als ein geschmackvolles und edles Bauwerk der Stadt zur Zierde.“

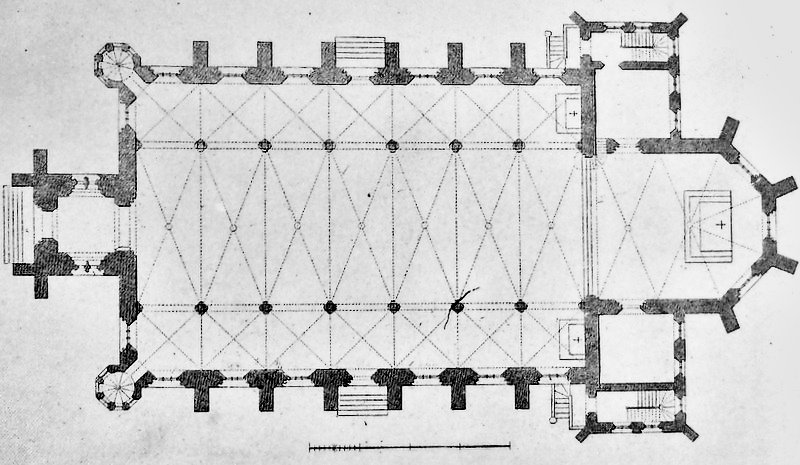
Erdgeschossgrundriss mit Gewölbeprojektion (1847)
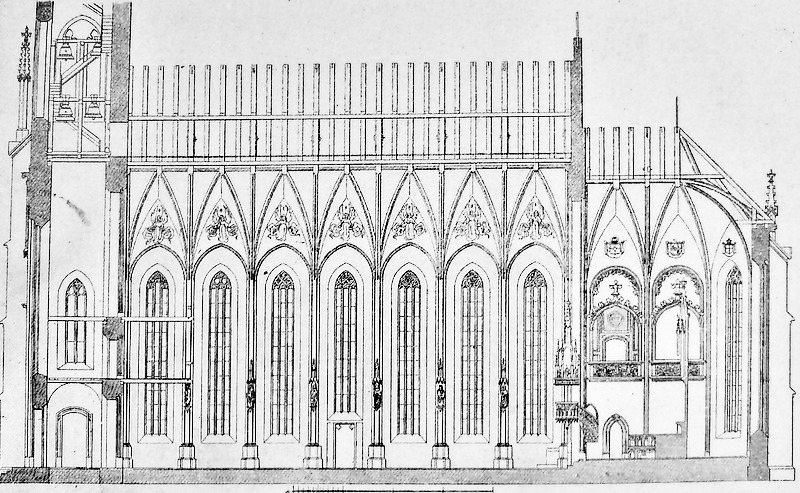
Längsschnitt (1847)
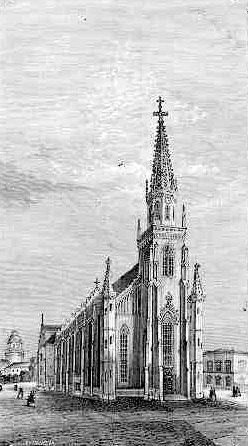
Ansicht von Westen (1847)
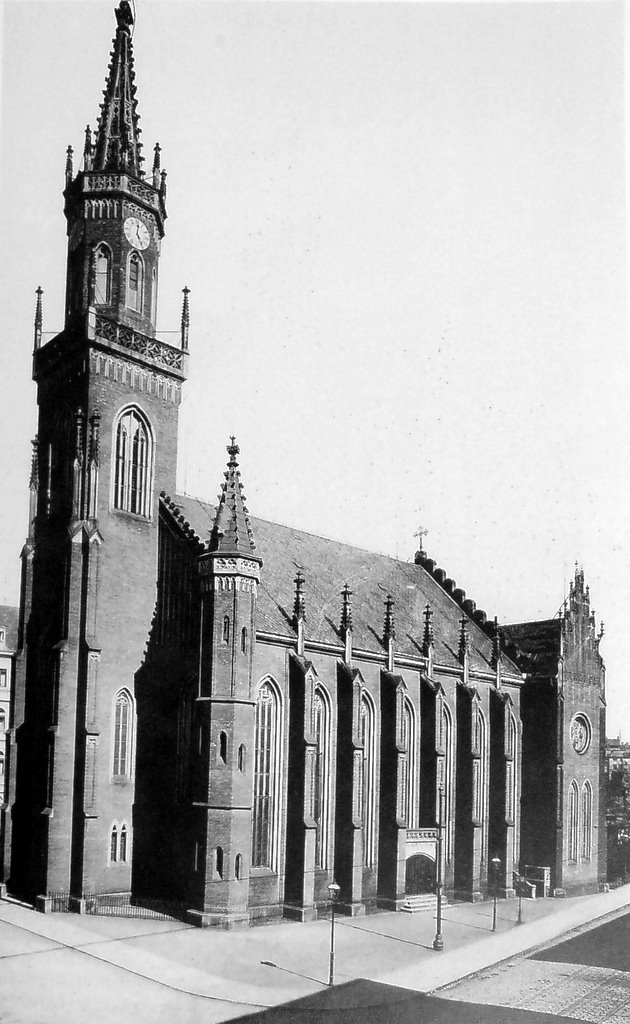
Ansicht von Südwesten (um 1890)

### Innere Ausstattung

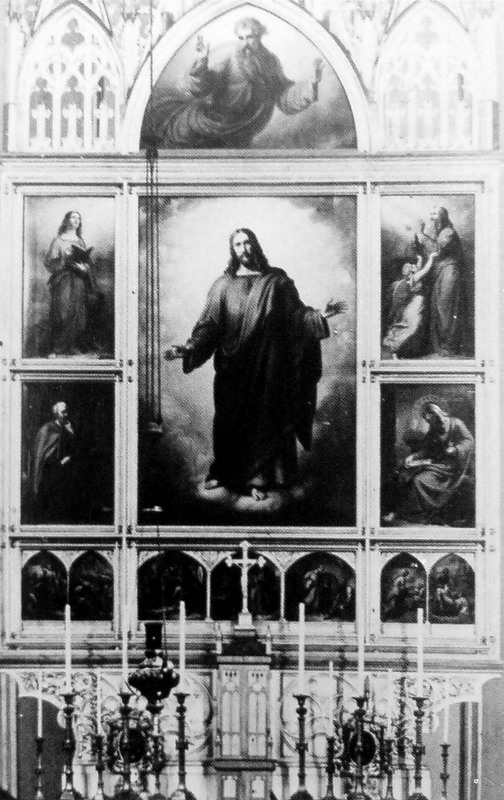
Altar um 1900

Pfeiler und Gewölbe der Stufenhalle waren in Holz hergestellt und verputzt. Der von Carl Alexander Heideloff entworfene Hochaltar enthielt vier Gemälde von Carl Christian Vogel von Vogelstein: einen wiederkehrenden Jesus Christus auf dem Hauptbild, zwei Evangelisten auf jedem Seitenflügel sowie die sieben Werke der Barmherzigkeit auf der Predella. Das Hauptbild wurde 1862, die Seitenflügel gar erst 1880 installiert. Die am linken Chorbogen befindliche neugotische Kanzel wurde ebenfalls von Heideloff entworfen. Sie war über eine Treppe von der Sakristei aus zugänglich. Das Chorgewölbe war als Sternenhimmel ausgemalt. Die Orgel wurde 1847 von dem Bornaer Orgelbauer Urban Kreutzbach erbaut. Sie umfasste 26 Register, die sich auf Hauptwerk, Oberwerk und Pedal verteilten.

#### Glocken
Im Ersten Weltkrieg mussten die beiden großen Glocken der Kirche am 4. Juli 1917 an die Rüstungsindustrie abgegeben werden. Erst am 22. März 1925 konnten zwei neue Glocken als Ersatz geweiht werden, eine weitere der Firma Grüninger mit dem Schlagton c2  und einem Gewicht von 240 kg folgte bis Juni 1938. Das vollständige Geläut hatte dann bis zum Zweiten Weltkrieg Bestand. Am 4. Dezember 1941 wurden erneut drei der vier Glocken zum Zwecke der Rohstoffgewinnung für die Rüstungsgüterproduktion beschlagnahmt.
Die 1937 gegossene Grüninger-Glocke blieb erhalten und stand nicht läutend in der 1982 ersatzweise gebauten Propsteikirche. Diese Glocke sollte ursprünglich in das Geläut der Propsteikirche von 2015 integriert werden, was jedoch auf Grund einer zu erwartenden, unzulässigen Anregung des Turms zu Resonanzschwingungen hinfällig wurde. Zudem wurde diese Glocke mitsamt anderen Gegenständen im September 2016 aus der zum Abriss vorgesehenen Kirche am Rosental gestohlen. Nachdem ein Metallhändler die in zwei Teile zerschnittene Glocke angeboten bekam und Verdacht schöpfte, konnten die Täter ermittelt und die beiden Hälften der Glocke sichergestellt werden. Die Krone ist verschollen.

#### Gemälde „Christus am Kreuz“ von Lucas Cranach d. Ä.
Auf der linken Seite des Altarraums befand sich ein 81 cm breites und 180 cm hohes Gemälde von Lucas Cranach dem Älteren aus dem Jahr 1546, das den gekreuzigten Christus zeigte. Das Gemälde war von der Kirchgemeinde in der zweiten Hälfte des 19. Jahrhunderts erworben worden. Aufgrund des schlechten Gesamtzustandes erfolgte zwischen den Weltkriegen eine umfassende Restaurierung in Dresden. Zu Beginn des Zweiten Weltkriegs wurde das Gemälde ausgelagert. Seitdem galt es als verschollen, befand sich aber seit den 1980er Jahren unerkannt im Kunsthandel. In der Zwischenzeit wurde es aufwändig restauriert und aus Privatbesitz dem Benediktinerkloster Plankstetten geschenkt. Im digitalen Werkverzeichnis der Cranach Werkstätten „Corpus Cranach“ findet sich eine Fotografie des Gemäldes. Die Komposition des Bildes konnte jedoch auch in der Zeit des zwischenzeitlichen Verlusts rekonstruiert werden, basierend auf einer detaillierten Bildbeschreibung des ehemaligen Chemnitzer Museumsdirektors J. Müller.

#### Tiroler Madonnenstatue
In der Kirche befand sich zudem eine 1,47 m große Madonnenstatue aus Holz, die um 1800 in Tirol gestaltet worden war. Diese wie auch einige liturgische Geräte befanden sich später im katholischen Gemeindezentrum in der Leipziger Emil-Fuchs-Straße.